# Adolf Warski
Adolf Warski, właściwie Adolf Jerzy Warszawski, pseudonim „Jan z Czerniakowskiej”, „Michałkowski”, „Jelski” (ur. 20 kwietnia 1868 w Warszawie, zm. 21 sierpnia 1937 w Moskwie) – polski działacz robotniczy i komunistyczny żydowskiego pochodzenia, dziennikarz i publicysta, poseł na Sejm I kadencji (1922–1927).

## Życiorys

### Wczesna działalność
Jako uczeń uczestniczył w tajnych kółkach samokształceniowych. W 1886 został członkiem tzw. I Proletariatu, a w 1889 był jednym z założycieli Związku Robotników Polskich. W 1891 został aresztowany i osadzony w X Pawilonie Cytadeli. Po zwolnieniu za kaucją w 1892 udał się na emigrację do Paryża. W Zurychu zbliżył się do socjaldemokratycznego kółka studenckiego, w którym dominowali Róża Luksemburg i Leon Jogiches. W 1893 roku został, obok Juliana Marchlewskiego, redaktorem naczelnym pisma grupy zurychskiej „Sprawa Robotnicza”
W 1893 był jednym z założycieli SDKPiL (członek Zarządu Głównego). Na przełomie XIX i XX wieku działał w Niemczech, współpracując z Różą Luksemburg. Pierwotnie zwolennik jej poglądów na kwestie narodowe. Był delegatem SDKPiL na II Zjazd Socjaldemokratycznej Partii Robotniczej Rosji. Uczestnik rewolucji w latach 1905–1907, redaktor „Robotnika”, „Czerwonego Sztandaru” i „Sprawy Robotniczej”. W listopadzie 1905 roku, na krajowej konferencji partyjnej odbytej w Warszawie był (obok Leona Jogichesa) autorem programu żądającego pełnej autonomii dla Królestwa Polskiego, które miałoby być republiką parlamentarno-demokratyczną. Był więziony przez władze carskie. W latach 1906–1911 będąc członkiem ZG SDKPiL i głównym współpracownikiem dominującego w partii Jogichesa – Tyszki, faktycznie współkierował partią. Na V Zjeździe SDPRR został wybrany na członka Komitetu Centralnego. W tym czasie był zwolennikiem równego dystansu SDKPiL wobec bolszewików i mienszewików w SDPRR. Krótko po wybuchu wojny działał w Sosnowcu wydając pismo partyjne „Głos Robotniczy”. Na przełomie 1914 i 1915 roku udał się do Szwajcarii. Na konferencji w Zimmerwaldzie (1915) był jednym z reprezentantów polskiej radykalnej lewicy; nie popierał dążeń bolszewików do rozbicia partii lewicowych i wyłonienia z nich „rewolucyjnego jądra”. W „ruchu zimmerwaldzkim” reprezentował niemieckich radykałów – Związek Spartakusa na czele z Różą Luksemburg i Karlem Liebknechtem. W 1916 roku przybył do Warszawy ze Szwajcarii i podjął pracę partyjną, ale niedługo potem został aresztowany. Zaocznie wybrany do nowego Zarządu Głównego SdKPiL, wybranego w listopadzie tego roku (na kongresie łączącym wszystkie frakcje w partii). Zwolennik współpracy, a później zjednoczenia SDKPiL z PPS-Lewicą. 13 grudnia 1918 roku, na dzień przed zjednoczeniem SDKPiL z PPS-Lewicą, opublikował artykuł w którym bardzo krytycznie odniósł się do bezprogramowości SDKPiL względem nowopowstającego państwa polskiego, oraz skrytykował bezrefleksyjny radykalizm SDKPiL.

### Po I wojnie światowej
W 1918 współzałożyciel Komunistycznej Partii Robotniczej Polski (potem – KPP); był m.in. członkiem komitetu składającego się z czołowych działaczy SDKPiL oraz PPS-Lewicy, który przed zjednoczeniem partii miał opracować przyszły jej program. To na jego wniosek dodano w nazwie partii „Robotnicza” by odróżnić się od partii rosyjskich bolszewików. Na zjeździe zjednoczeniowym zagroził wystąpieniem z partii jeżeli program partii będzie przewidywał istnienie Polski tylko jako autonomicznej części sfederalizowanej radzieckiej republiki rosyjskiej. Na zjeździe zjednoczeniowym nie wybrano Warskiego do nowych władz partii, został jedynie członkiem Centralnej Redakcji. Mimo tego pozostawał w tym czasie najważniejszą postacią w KPRP reprezentując to ugrupowanie w Warszawskiej Radzie Delegatów Robotniczych. Był członkiem KC KPRP (potem KPP), a od II Konferencji w lutym 1920 członkiem Biura Politycznego (funkcję tę stracił po wyjeździe z kraju w związku z zasadą panującą w KPRP, że członkiem władz partii może być formalnie tylko osoba przebywajaca w kraju). Po przybyciu do kraju pracował pierwotnie w Ministerstwie Opieki Społecznej. Na początku 1920 roku został na kilka tygodni aresztowany, a po zwolnieniu wyjechał do Sopotu gdzie kontynuował pracę partyjną jako kierownik Wydziału Zagranicznego KPRP. Był członkiem redakcji pisma teoretycznego KPRP – „Nowy Przegląd”. Zwolennik udziału partii w wyborach do Sejmu. Krytykował zbytnie podporządkowanie partii polskiej dyrektywom Kominternu:
„Każdy zwyczajny członek Międzynarodówki jest omylny, jak każdy ksiądz, I jak każdy ksiądz staje się nieomylny, gdy jest wybrany na papieża, tak dla nich każdy komunista, wybrany na przedstawiciela Miedzynarodówki, staje sie nieomylny, choćby był rewolucjonistą od kilku lat lub nawet kilku miesięcy”.
Był przywódcą „większości” w KPRP a potem w KPP. Zwolennik udziału partii w wyborach do Sejmu w 1922 roku (współautor programu wyborczego). Na II Zjeździe KPRP w Bolszewie pod Moskwą wygłosił referat krytycznie podsumowujący 5 - lecie partii w szczególności krytykujący brak jasnego programu wobec niepodległości kraju („Polska rzeczywiście „wybuchła” dla nas i nie wiedzieliśmy co z tym fantem zrobić”), brak realnych planów działania wobec tego, że rewolucja w Polsce nie jest zagadnieniem dnia dzisiejszego i atakujący poglady "mniejszości" za ich hurarewolucyjność i oderwanie od realnej sytuacji w Polsce. 
Był posłem na Sejm I kadencji (mandat objął w styczniu 1926 po rezygnacji Stefana Królikowskiego). Członek Biura Politycznego KC KPP w latach 1926–1929.
W 1929 podczas VI Plenum KC KPP został oskarżony o „odchylenia prawicowe” i odsunięty od władzy. W 1930 uczestniczył w V Zjeździe KPP, podczas którego został przez Komintern odsunięty od funkcji partyjnych. Był członkiem Wszechzwiązkowej Komunistycznej Partii (bolszewików). Przebywał w Moskwie, gdzie podjął pracę w Instytucie Marksa-Engelsa-Lenina, następnie otrzymał rentę specjalną.

### Skazanie i rehabilitacja

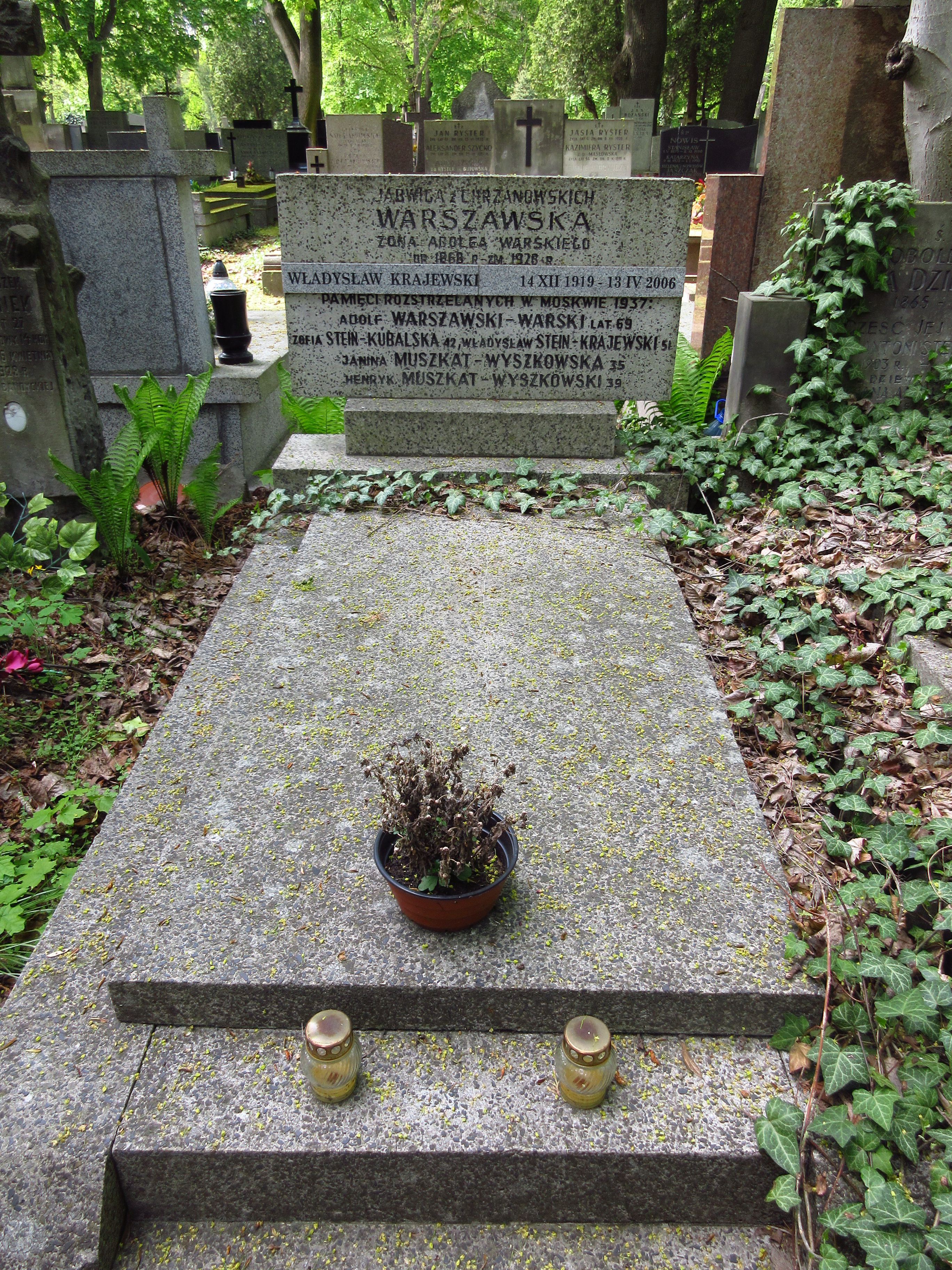
Grób symboliczny Adolfa Warskiego na Cmentarzu Bródnowskim

Podczas „wielkiej czystki”, 12 lipca 1937 został aresztowany przez NKWD.
Jak pisał o Warskim w swoich wspomnieniach Wacław Solski „zwariował przed śmiercią w więzieniu, wydawało mu się, że go aresztowali hitlerowcy, że jest w Berlinie i na badaniach mówił tylko po niemiecku. Ale nie jestem pewien czy istotnie zwariował. Może to było z jego strony jakąś formą protestu czy demonstracji albo tragiczną drwiną”.
21 sierpnia 1937 Kolegium Wojskowe Sądu Najwyższego ZSRR skazało go na karę śmierci za przynależność do organizacji szpiegowsko-terrorystycznej POW. Stracony tego samego dnia. Został skremowany w krematorium na Cmentarzu Dońskim, prochy pochowano anonimowo.
Zrehabilitowany został 29 kwietnia 1955 postanowieniem Kolegium Wojskowego SN ZSRR.

### Upamiętnienie
W latach 1959–1990 Warski był patronem Stoczni Szczecińskiej. Jego imieniem został także nazwany statek – drobnicowiec typu B-54/III ze Stoczni Szczecińskiej im. A. Warskiego. Grób symboliczny Adolfa Warskiego znajduje się na cmentarzu Bródnowskim w Warszawie (kwatera 51A-V-26).

### Potomkowie
Jego wnukiem był Władysław Krajewski, prawnukiem jest Stanisław Krajewski.